# Date Masamune
Date Masamune (伊達 政宗?; Yonezawa, 5 settembre 1567 – 27 giugno 1636) è stato un daimyō giapponese vissuto a cavallo del periodo Azuchi-Momoyama e del primo periodo Edo.
Fu erede di una lunga serie di potenti daimyō della regione del Tōhoku e fondò l'attuale città di Sendai. Abile tattico, divenne celebre anche per il suo occhio destro mancante, tanto che gli venne dato il soprannome di dokuganryū (独眼 竜?) o "il drago con un occhio solo".

## Biografia
Date Masamune era il figlio primogenito di Date Terumune, nato nel castello di Yonezawa (l'attuale prefettura di Yamagata). All'età di 14 anni, nel 1581, Masamune condusse la sua prima campagna militare, aiutando il padre nella lotta contro la famiglia Sōma. Nel 1584, all'età di 18 anni, Masamune succedette al padre, Terumune, che scelse di ritirarsi dalla sua posizione di daimyo. La famiglia Date è stata fondata nel primo periodo Kamakura da Isa Tomomune, che originariamente proveniva dal distretto di Isa della provincia di Hitachi (ora prefettura di Ibaraki). La famiglia ha preso il nome dal quartiere Date (oggi prefettura di Fukushima) della Provincia di Mutsu, che era stata assegnata a Isa Tomomune da Minamoto no Yoritomo, il primo shōgun di Kamakura, per la sua assistenza durante la guerra Genpei (1180-1185) ed in seguito contro il fratello di Minamoto no Yoritomo, Minamoto no Yoshitsune. L'esercito di Date Masamune è famoso per la sua armatura nera e copricapo d'oro.

## Persona storica

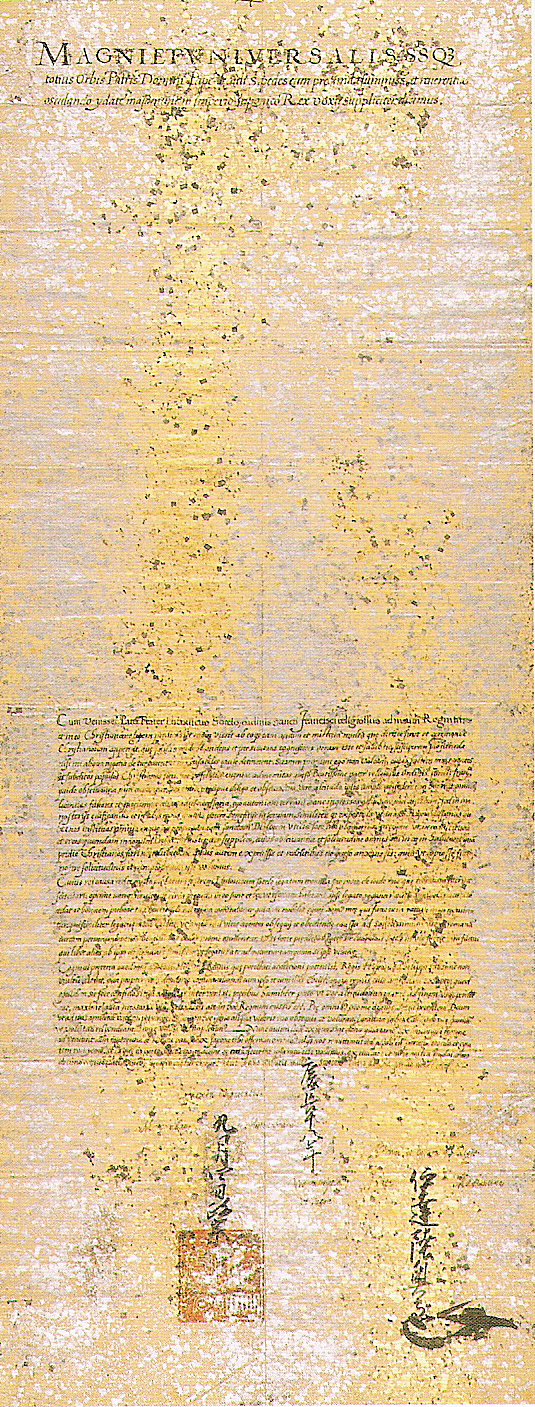
Una lettera scritta da Masamune per Papa Paolo V

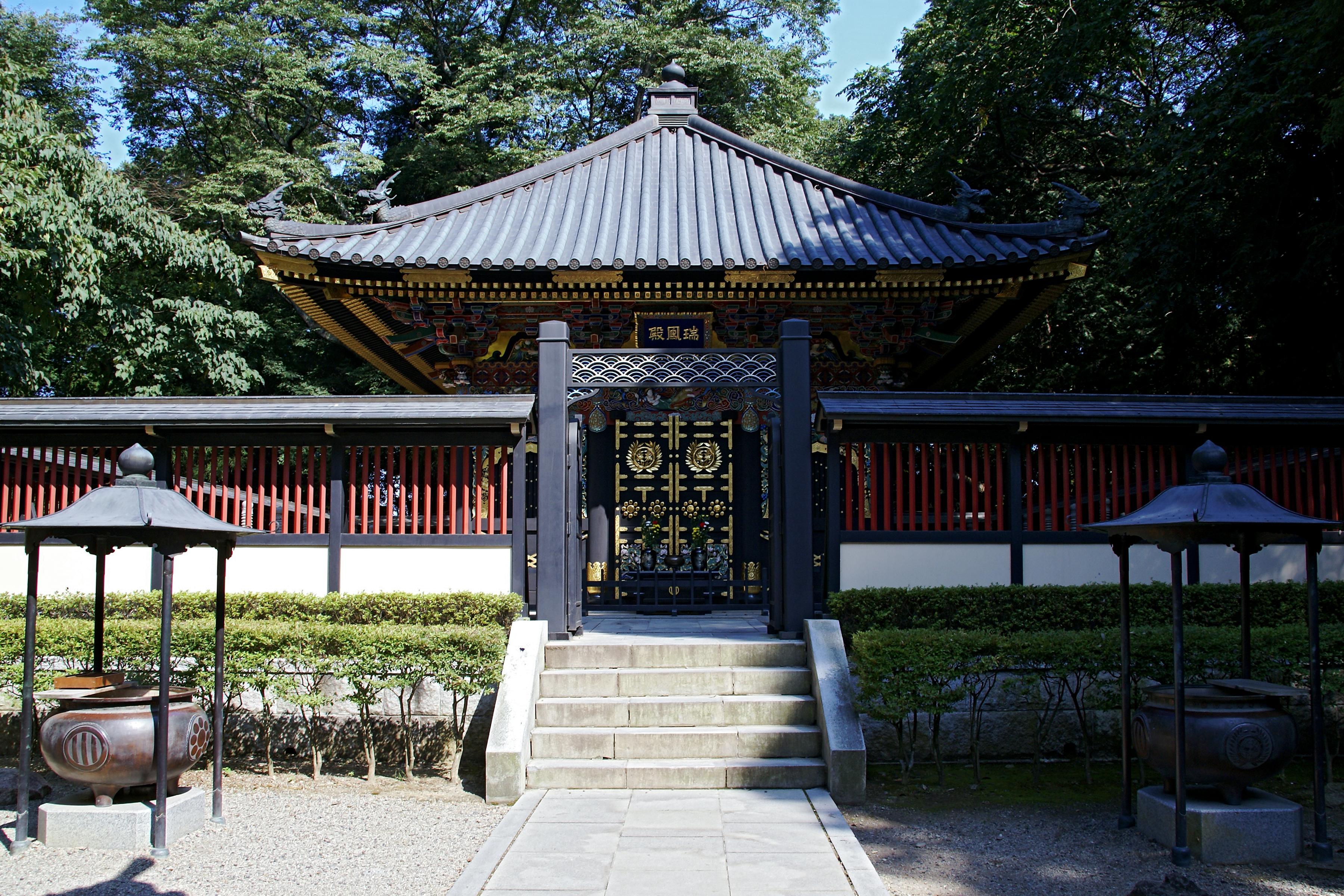
Tomba di Masamune al mausoleo di Zuihō-den

Masamune è noto per un paio di cose che lo fecero emergere rispetto ad altri daimyō dell'epoca. In particolare, il suo famoso casco a falce di luna-cuscinetto gli valse una fama terribile. Da bambino, il vaiolo lo privò della vista dall'occhio destro, ma non è chiaro esattamente come abbia perso del tutto l'organo. Alcune fonti dicono che egli stesso strappò l'occhio quando un membro anziano del clan sottolineò che un qualsiasi nemico avrebbe potuto afferrarglielo durante un combattimento. Altri dicono invece che fu il suo più fidato servitore, Katakura Kojūrō, a cavare l'occhio per lui, altre ancora dissero che il suo occhio, visibilmente sporgente a causa del vaiolo, fu motivo di vergogna per lui e per la famiglia, e perciò se lo cavò da solo. A causa del suo occhio mancante, sua madre lo giudicò non idoneo a diventare capo clan, a differenza di suo fratello più giovane.
Il clan Date ha costruito alleanze con i clan vicini attraverso matrimoni rispetto alle generazioni precedenti. Tuttavia, ci sono state molte dispute sulle terre durante il quindicesimo e sedicesimo secolo. Poco dopo la successione di Masamune, uno dei vassalli dei Date di nome Ōuchi Sadatsuna disertò il clan per entrare nella casata Ashina della regione di Aizu. Masamune, irritato da questo tradimento, decise di dichiarargli guerra, ma il suo esercito fu fermato dal generale Ashina Inawashiro Morikuni, che costrinse Masamune a ritirarsi dalla campagna. Poco dopo Masamune prese il controllo del castello Obama.
Con l'ascesa di Masamune, dopo aver stretto alcune alleanze, ha iniziato ad attaccare e conquistare tutte le terre circostanti, anche quelle dei suoi parenti nelle province di Mutsu e Dewa. Colpito dalla sua spietatezza, una famiglia vicina, gli Hatakeyama, fece un disperato appello a Date Terumune per tenere a freno le campagne militari di suo figlio. Invitato a cena da Hatakeyama Yoshitsugu, Terumune disse che era incapace di controllare suo figlio. In un inaudito atto di disperazione, la famiglia Hatakeyama sequestrò Terumune. Masamune ricevette la notizia del rapimento mentre era a caccia. Quando lui e i suoi uomini raggiunsero i sequestratori che nel frattempo stavano attraversando un fiume, Terumune ordinò agli uomini del figlio di uccidere tutti i nemici, anche a costo della propria vita. Gli uomini di Masamune fecero quello che gli fu detto e uccisero chiunque, compreso Terumune. Masamune continuò la guerra e torturò e uccise le famiglie dei rapitori di suo padre.
Dopo aver sconfitto gli Ashina nel 1589, ha fatto del dominio di Aizu la sua base operativa.
Nel frattempo, il suo rapporto con la madre, Yoshihime, ha continuato a deteriorarsi. Yoshihime insisteva con Masamune affinché cedesse il diritto di successione al suo secondo figlio, Kojiro. Secondo alcuni storici, lei cercò di avvelenarlo una sera, durante la cena. Masamune di conseguenza uccise il proprio fratello, al fine di giungere al potere. Dopo la tragedia, sua madre fuggì a casa di suo fratello, nel clan Mogami.
Nel 1590, Toyotomi Hideyoshi prese il castello di Odawara e costrinse i daimyo della regione di Tōhoku a partecipare alla campagna. Masamune era molto indeciso riguardo alle richieste di Hideyoshi, ma non ebbe molta scelta poiché Hideyoshi era di fatto il dominatore del Giappone. Masamune continuava a prendere tempo per decidere, e ciò fece infuriare parecchio Hideyoshi. Aspettandosi di essere giustiziato, Masamune si presentò di fronte al suo signore arrabbiato vestendo i suoi abiti migliori senza mostrare paura. Non volendo ulteriori problemi, Hideyoshi risparmiò la sua vita, dicendogli che «sarebbe potuto essere di qualche utilità».
Dopo aver servito Hideyoshi per qualche tempo, gli venne concesso il dominio del castello Iwatesawa e delle terre circostanti. Masamune vi si trasferì nel 1591, ricostruì il castello, ribattezzato Iwadeyama, ed incoraggiò la crescita di una città alla sua base. Masamune soggiornò a Iwadeyama per 13 anni e trasformò la regione in un importante centro politico ed economico. Lui e i suoi uomini servirono con distinzione Hideyoshi durante le invasioni giapponesi della Corea (1592-1598) e, dopo la morte di Hideyoshi, ha cominciato a sostenere Tokugawa Ieyasu - a quanto pare su consiglio di Katakura Kojūrō. Durante la battaglia di Sekigahara si schierò con Ieyasu e contenne, assieme a Mogami Yoshiaki, il clan Uesugi durante la campagna di Keichō Dewa.
Tokugawa Ieyasu premiò Masamune dandogli il dominio della vasta e proficua Sendai, che rese Masamune uno dei daimyō più potenti del Giappone. Ieyasu inoltre promise a Masamune un terreno da 1 milione di koku, ma dopo numerosi scontri nell'area di Fukushima durante la battaglia di Matsukawa contro gli Uesugi, una parte del dominio fu dato a Gamō Hideyuki, e il totale delle sue terre produsse solo 640.000 koku, la maggior parte dei quali fu utilizzato per alimentare la regione di Edo. Nel 1604, Masamune, accompagnato da 52.000 vassalli con le proprie famiglie, si trasferì in quella che allora era un piccolo villaggio di pescatori: Sendai. Ha lasciato il suo quarto figlio, Date Muneyasu, a governare Iwadeyama. Masamune successivamente trasformerà Sendai in una grande e prosperosa città.
Anche se Masamune era un mecenate delle arti e simpatizzava con le cause straniere, era anche un daimyō aggressivo e ambizioso. Quando prese il controllo del clan Date, inflisse grandi sconfitte a clan potenti e influenti come gli Ashina.
Essendo una delle maggiori potenze nel nord del Giappone, Masamune era naturalmente visto con sospetto, come ogni potenziale rivale potrebbe essere visto. Toyotomi Hideyoshi ridusse le dimensioni delle sue terre dopo che Masamune arrivò in ritardo durante l'assedio di Odawara contro Hōjō Ujimasa. Più tardi nella sua vita, Tokugawa Ieyasu aumentò nuovamente le dimensioni delle terre di Masamune, ma era continuamente sospettoso di lui e della sua politica. Era particolarmente sospettoso dei missionari stranieri, da lui percepiti come una minaccia al suo potere. A causa di questo, ordinò l'esecuzione di Padre Sotelo dopo il suo viaggio intorno al mondo.
Nonostante i sospetti di Tokugawa Ieyasu e degli altri alleati, Date Masamune ha servito per la maggior parte del tempo i Tokugawa e Toyotomi lealmente. Ha partecipato alle campagne di Hideyoshi in Corea, e nelle campagne di Osaka. Quando Tokugawa Ieyasu era sul letto di morte, Masamune lo ha visitato e gli ha letto un brano di poesia Zen. Masamune è stato molto rispettato per la sua etica, un aforisma ancora citato è "La rettitudine trasforma l'eccessiva durezza in freddezza; abbandonarsi alla benevolenza oltre misura tramuta il lasciarsi andare in debolezza".

## Patrono della cultura e della Cristianità

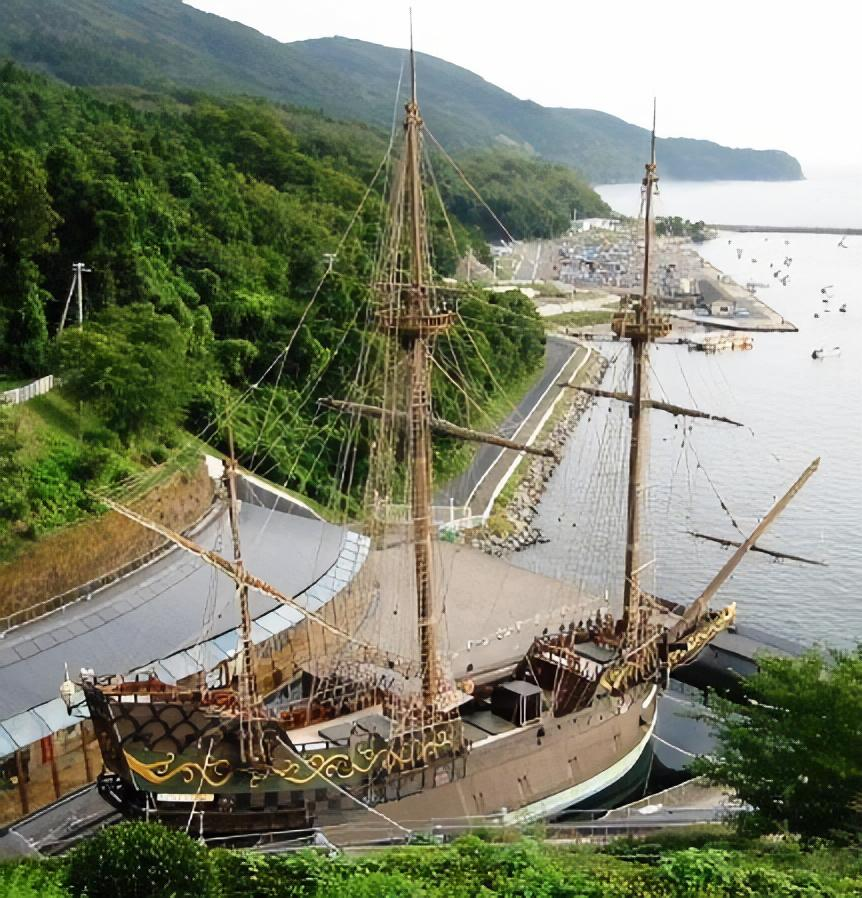
Replica del galeone Date Maru, o San Juan Bautista, a Ishinomaki, Giappone

Masamune espanse il commercio nella oltremodo remota e arretrata regione di Tohoku. Nonostante le iniziali sconfitte subite da parte di alcuni clan ostili, riuscì ad avere la meglio e poi a governare uno dei più grandi feudi dello shogunato Tokugawa. Ha costruito molti palazzi e ha lavorato a molti progetti per abbellire la regione. È anche conosciuto per avere incoraggiato gli stranieri a venire nelle sue terre. Le voci che asserivano la probabile fede cristiana di Masamune furono infondate, sebbene finanziò una spedizione per stabilire le relazioni col Papa a Roma, cosa che fu probabilmente motivata almeno in parte da un desiderio di tecnologia straniera, simile a quella di altri signori, come Oda Nobunaga.
Dopo che Tokugawa Ieyasu dichiarò come fuorilegge qualsiasi praticante il cristianesimo, Masamune cambiò tuttavia la sua posizione, lasciando che Ieyasu perseguitasse i cristiani nel suo dominio, sebbene non lo gradisse. Per 270 anni, Tōhoku è rimasto un luogo di turismo, commercio e prosperità. Matsushima, per esempio, una serie di piccole isole, è stata elogiata per la sua bellezza e serenità dal poeta errante haiku Matsuo Bashō.
Egli ha mostrato simpatia per i missionari cristiani e commercianti in Giappone. Oltre a permettere loro di venire a predicare nella sua provincia, ha anche rilasciato il prigioniero, missionario Padre Sotelo, dalle mani di Tokugawa Ieyasu. Date Masamune ha anche permesso a Sotelo come pure ad altri missionari di praticare la loro religione e convertire nella provincia di Tōhoku.
Una delle migliori mosse di Masamune è stato il finanziamento e il sostegno ad uno dei pochi viaggi diplomatici ed esplorazioni lontani dal Giappone. Ordinò la costruzione della nave di esplorazione Date Maru o San Juan Bautista, utilizzando le tecniche straniere (europee) di costruzione navale. Egli mandò uno dei suoi seguaci, Hasekura Tsunenaga, Sotelo, e un'ambasciata composta da 180 persone, a Roma per stabilire rapporti con il Papa. Questa spedizione ha visitato luoghi come le Filippine, il Messico, la Spagna e Roma, diventando così il primo viaggio giapponese intorno al mondo. In precedenza i signori giapponesi non avevano mai finanziato una spedizione del genere, quindi quello di Tsunenaga fu probabilmente il primo viaggio compiuto con successo. Alla fine, 5 membri della spedizioni si stabilirono a Coria (Siviglia) in Spagna per scampare alla persecuzione dei cristiani in Giappone. 600 dei loro discendenti, con il cognome di Japòn (Giappone), vivono tuttora in Spagna.
Quando il governo dei Tokugawa bandì il Cristianesimo, Masamune dovette obbedire alla legge. Tuttavia, alcune fonti suggeriscono che la figlia maggiore di Masamune, Iroha, fosse cristiana.

## Famiglia

### Padre
- Date Terumune

### Madre
- Yoshihime, figlia di Mogami Yoshimori, daimyo della provincia di Dewa.

### Moglie
- Megohime, figlia di Tamura Kiyoaki, padrone del castello di Miharu, nella provincia di Mutsu.

### Figli
- Date Hidemune (1591-1658), primo detentore del dominio di Uwajima
- Date Tadamune (1599-1658)
- Date Munekatsu (1621-1679)
- Date Munekiyo (1600-1634)
- Date Munetsuna (1603-1618)
- Date Munetaka (1607-1626)
- Date Munesane (1613-1665)
- Irohahime (1594-1661)

### Cugini
- Date Shigezane (1568-1646)

## Nella cultura di massa
- Masamune è un personaggio giocabile nelle serie videoludiche Samurai Warriors e Warriors Orochi e in quella di Sengoku Basara.
- Appare anche come boss in Nioh, un videogioco di ruolo in stile Dark Souls.
- È anche il personaggio centrale del manga seinen Date Masamune, creato da Yokoyama Mitsuteru e composto da 63 capitoli in 4 volumi.
- Nel videogioco AI: The Somnium Files, il protagonista Kaname Date ha un occhio mancante.
- Appare anche nel manga shōnen Keiji il magnifico, creato da Keichiro Ryu e disegnato dal mangaka Tetsuo Hara; il manga è composto da 167 capitoli in 18 volumi.
- Masamune Date appare anche nel videogioco Pokémon Conquest. Il suo primo Pokemon è Braviary.